# Scolosanthus versicolor
Scolosanthus versicolor là một loài thực vật có hoa trong họ Thiến thảo. Loài này được Vahl miêu tả khoa học đầu tiên năm 1797.